# Jacob Matlala
Jacob 'Baby Jake' Matlala (Meadowlands, 1962. augusztus 1. – Johannesburg, 2013. december 7.) négyszeres világbajnok dél-afrikai profi ökölvívó.

## Sportpályafutása
Édesapjával tízéves korában kezdett el edzeni. Theo Mthembu irányításával a lelkes újonc Port Elizabeth-ben debütált, mikor a negyedik fordulóban megverte Fraser Plaatjiet. Karrierjét 1980-ban kezdte, majd 22 évvel később, 2002-ben fejezte be; rekordja ekkor 53 győzelem, 12 vereség és 2 döntetlen volt. Minden idők legalacsonyabb profi ökölvívó-világbajnoka – a maga 148 centiméteres testmagasságával – pályafutásának csúcsát az 1990-es évek első felében érte el. Légsúlyban és junior légsúlyban a WBO bajnoki övét, kislégsúlyban az IBA, míg junior légsúlyban a WBU bajnoki címét nyerte el.
Visszavonulása után is az egyik legnépszerűbb dél-afrikai sportszemélyiség maradt, rengeteget szerepelt különböző televíziós műsorokban, és hazájában hiteles példaképként tekintettek rá. Winchester Hills-ben telepedett le feleségével és két gyermekével.
Egy johannesburgi kórházban hunyt el 2013 decemberében.